# Тірійо
Тірійо́ (самоназва і назва східної групи в Бразилії; в Суринамі — тріо; самоназва західної групи — тарено) — індіанський народ групи карибів, що мешкає на півдні Суринаму і в суміжних районах Бразилії. Говорять на мові тріо. Зберігаються традиційні вірування. Є протестанти і католики. Кількість біля 2 761 чоловік (2007).
Перші відомості про тірійо — з XVIII століття, контакти з європейцями — з середини XIX століття.
Традиційні заняття — ручне підсічно-вогневе землеробство (гіркий маніок — головна культура, банани, ананаси, цукрова тростина, ямс, солодка картопля, кукурудза, бавовник, тютюн і інші), полювання (зазвичай з собаками), рибальство, збиральництво. Ремесла — плетіння (чоловіки), ліплення грубої кераміки (жінки). Європейські товари отримують у лісових негрів в обмін на продовольство.
Діляться на 13 тотемних груп (люди Орла, Оси, Тапіра, Голуба та інше), в минулому, можливо, екзогамних. Матрилінійні. 
Найбільш урочисті обряди були в минулому пов'язані з ініціацією хлопчиків, під час якої їх піддавали укусів ос і мурах.
Традиційні житла односімейні, в формі копиць, з одним або двома входами, розташовані навколо площі (анна).
Одяг — бавовняний фартух (святковий у жінок вишитий бісером). Поширене церемоніальне забарвлення тіла червоною (суцільно) і чорною (візерунки) фарбами.
Їжа — варене з перцем м'ясо, маніокові коржі; напій типу пива з маніоку. Під час громадських трапез на сільській площі чоловіки і жінки їдять окремо; ритуалом розпоряджаються вождь і його дружина.
Тірійо групуються навколо двох протестантських місій (в Суринамі) і однієї католицької (в Бразилії); вплив протестантів росте. Зберігається шаманізм.
Підгрупа тірійо акурійу (від самоназви акуріекаре — люди агуті; також інші самоназви окремих тотемний груп) на початку, в середині XIX століття  в ході міжплемінних воєн відступила в ліс, втратила навички землеробства і доступ до європейських товарів. Вони робили кам'яні сокири, займалися полюванням і збиральництвом, але зберегли навички гончарства. З 1970-х живуть осіло в одному з сіл тірійо, чисельність близько 50 осіб.